# Begegnungen – Eine Allianz für Kinder
Begegnungen – Eine Allianz für Kinder ist das 21. Studioalbum des deutschen Pop-Rock-Musikers Peter Maffay aus dem Jahr 2006.

## Entstehung und Veröffentlichung
Die Erstveröffentlichung von Begegnungen – Eine Allianz für Kinder erfolgte am 29. September 2006 bei Ariola. Das Album erschien in seiner Originalausführung als CD mit 24 Titeln (Katalognummer: 82876 84740 2). Im gleichen Jahr erschien auch eine Deluxeversion mit Bonus-DVD (Katalognummer: 82876 84742 2).
Die Kompositionen und Texte entstammen von Peter Maffay (1-5,7,9,2.2,2.3,2.9), Lukas Hilbert (1-3,5-7,9,2.1,2.3-2.5,2.8,2.9), Sissi Perlinger (1), Leslie Mandoki (4,2.6,2.8), Pascal Kravetz (6,2.5), Klaus Hirschburger (7,2.4), Kader Kesek (8), Kaneshka Musleh (8), Götz von Sydow (2.1), Rea Garvey (2.1), Steffen Britzke (2.1), Julia Neigel (2.1), Stephan Weider (2.2), Carl Carlton (2.6,2.7), Bertram Engel (2.6,2.7), Franco Parisi (2.7), Gregor Rottschalk (2.8) und Laszlo Bencker (2.8). Für die Produktion aller Lieder zeichnete Bertram Engel verantwortlich, bei fünf Liedern erhielt dieser Unterstützung durch Kader Kesek.

## Inhalt und Stil
Bei Begegnungen – Eine Allianz für Kinder handelt es sich stilistisch um ein Pop-Rock-Album. Inhaltlich behandelt das Album überwiegend Lieder, die sich mit dem Thema Liebe auseinandersetzen.

## Titelliste
1. Don’t Cry (Zola) – 3:30
2. Prayer Heartbeat (Leonard Little Finger) – 1:20
3. Heartbeat (Robby Romero) – 5:17
4. Prayer Soul Prayer (Tsipi Mashid) – 4:17
5. Soul Prayer (Tsipi Mashid) – 4:36
6. Prayer Say Yeah (Chen Lin) – 0:36
7. Say Yeah (Chen Lin) – 4:10
8. Prayer Never Ending Love (Robert Wells) – 0:46
9. Never Ending Love (Robert Wells) – 3:51
10. Prayer Donna Diaspora (Franci Rotariu) – 0:38
11. Donna Diaspora (Shantel) – 4:36
12. Salaamalek (Farhad Darya) – 4:49
13. Prayer Hola Peru (David Nuñez del Prado Santander) – 0:52
14. Hola Peru (David Nuñez del Prado Santander) – 3:48
15. Prayer Sodade (Cesaria Evora) – 0:46
16. Sodade (Cesaria Evora) – 5:29
17. Prayer Svitanok (Ruslana) – 0:34
18. Svitanok (Ruslana) – 3:39
19. Mit Dir (Senait G. Mehari) – 4:05
20. Prayer Ishq Naag (Love Bites) (Manjeet Ral) – 1:10
21. Ishg Naag (Love Bites) (RDB) – 4:57
22. Weh Yijeya Boyinunji (Mi Kyung Park) – 5:03
23. Prayer Children of the World (Desmond M. Tutu) – 0:47
24. Children of the World – 4:56

DVD-Bonustitel
1. Die Begegnungen (Dokumentation) – 43:55
2. Children Of The World (Studio Tutzing) – 8:28

## Mitwirkende (Auswahl)
- Peter Maffay (Gesang, Gitarre)
- Zola (Gesang)
- Leonard Little Finger (Sprecher)
- Tsipi Masheed (Gesang)
- Chen Lin (Gesang)
- Robert Wells (Gesang)
- Franci Rotariu (Sprecher)
- Shantel (Gesang)
- David Nuñez Del Prado Santander (Sprecher)
- Cesaria Evora (Gesang)
- Ruslana (Gesang)
- Manjeet Ral (Sprecher)
- RDB (Gesang)
- Mi Kyung Park (Gesang)
- Desmond Tutu (Sprecher)
- Ken Taylor (Bass)
- Hagen Kuhr (Cello)
- Bertram Engel (Schlagzeug, Keyboards, Sitar, Gesang)
- Fernando Andrade (Piano)
- Pascal Kravetz (Gitarre, Akkordeon, Keyboard, Gesang, Chor)
- Robby Romero (Gitarre, Percussion, Gesang)
- Senait G. Mehari (Gesang, Gitarre)
- Mee Eun Kim (Keyboards)
- Farhad Darya (Keyboards, Gesang)
- Jean-Jacques Kravetz (Piano, Keyboard, Clavinet)
- Matthias Brommann (Violine)
- Stefan Pintev (Violine)

## Kommerzieller Erfolg

### Chartplatzierungen
| ChartsChartplatzierungen | Höchstplatzierung | Wochen |
| ------------------------ | ----------------- | ------ |
| Deutschland (GfK)        | 9 (21 Wo.)        | 21     |

### Auszeichnungen für Musikverkäufe
| Land/Region        | Auszeichnungen für Musikverkäufe (Land/Region, Auszeichnung, Verkäufe) | Verkäufe |
| ------------------ | ---------------------------------------------------------------------- | -------- |
| Deutschland (BVMI) | Platin                                                                 | 200.000  |
| Insgesamt          | 1× Platin ·                                                            | 200.000  |